# Milium pedicellare
Milium pedicellare là một loài thực vật có hoa trong họ Hòa thảo. Loài này được (Bornm.) Roshev. ex Melderis mô tả khoa học đầu tiên năm 1952.